# Estádio José Cavalcanti
Estádio José Cavalcanti – stadion piłkarski, w Patos, Campina Grande, Brazylia, na którym swoje mecze rozgrywa klub Nacional Atlético Clube i Esporte Clube de Patos.